# Armen Sarkisjan
Armen Sarkisjan (Armeens: Արմեն Վարդանի Սարգսյան) (Jerevan, 23 juni 1953) is een Armeens politicus, natuurkundige en computerwetenschapper. Van 2018 tot 2022 was hij de president van Armenië.

## Biografie
Sarkisjan is een alumnus van de staatsuniversiteit van Jerevan, waar hij later ook assistent, docent en hoogleraar werd. Hij was ook bezoekend 'research fellow' en vervolgens docent aan de University of Cambridge.
Hij diende als premier van Armenië van 4 november 1996 tot 20 maart 1997 en was ambassadeur in Londen in de periodes 1991-1996, 1998-2000 en 2013-2018. In maart 2018 werd Sarkisjan door het Armeense parlement verkozen tot president van Armenië. Hij trad aan op 9 april van dat jaar en behield het presidentschap tot februari 2022.
Sarkisjan is gehuwd en vader van twee kinderen.